# Stress minoritaire

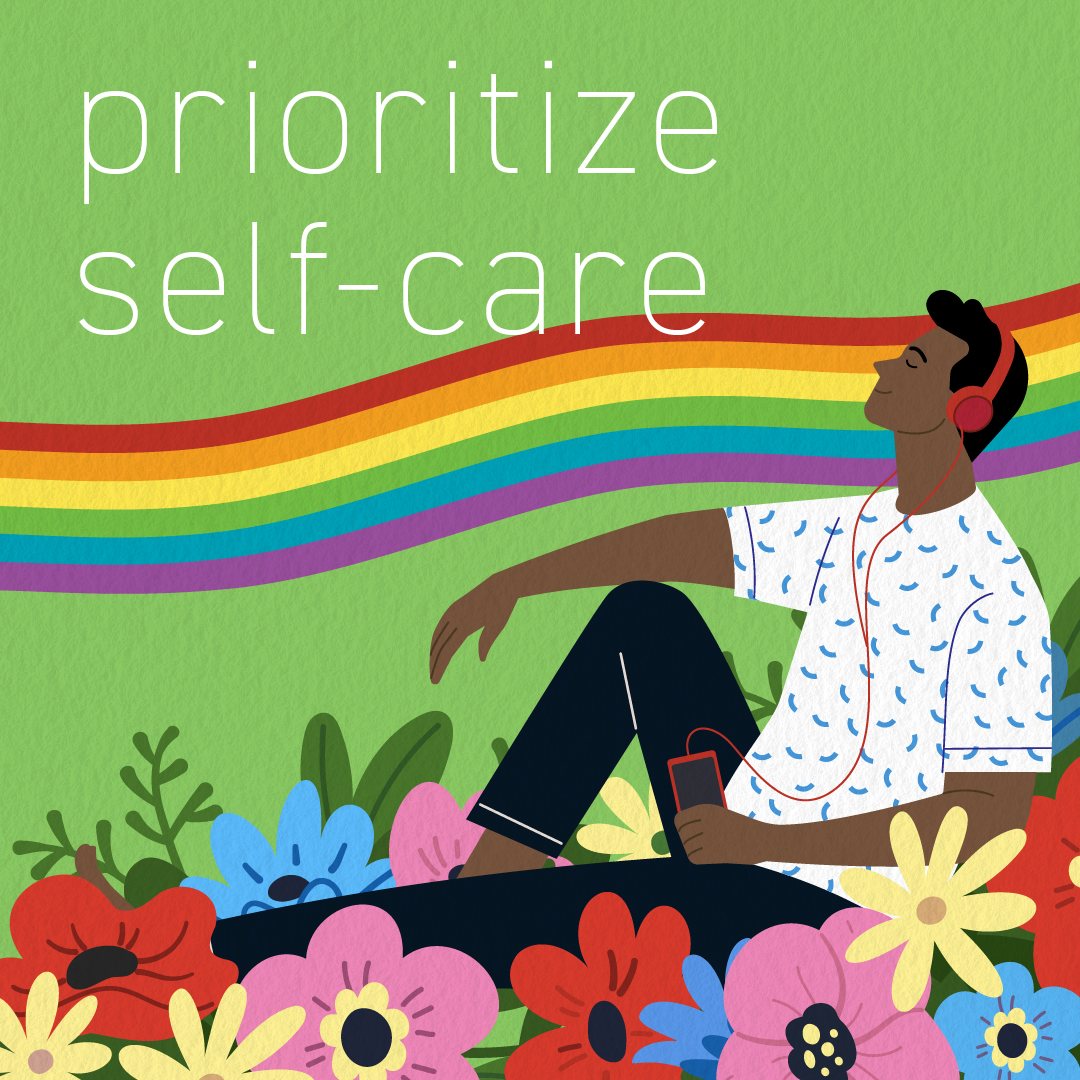
Une affiche encourageant les personnes LGBT à prioriser le pendant le mois des Fiertés.

Le stress minoritaire est le stress ressenti par les personnes LGBT exposées à des discriminations, situation de harcèlement ou de rejet, voire agressions. 

## Historique
Le concept est développé au début des années 2000 pour expliquer les conditions de santé dégradées des personnes appartenant à une minorité sexuelle et de genre.
Le terme est ensuite étendu à d'autres situations de difficultés engendrées ou perçues par le fait d'être en position de minorité numérique (par exemple pour le cas des femmes de couleur en entreprise).

## Caractéristiques
Le stress minoritaire est causé par une exposition permanente à des possibles discriminations, situations de harcèlement ou de rejet voire agressions. Il s'ajoute au stress ressenti par tout le monde, sans le remplacer. Les personnes en couple homosexuel, confrontées à des situations de discrimination ou de stigmatisation que n'expérimentent pas les personnes hétérosexuelles, sont touchées par le stress minoritaire. 
Il est composé de facteurs objectifs et subjectifs. Les facteurs considérés comme objectifs sont ceux des préjudices et agressions qui ont été vécues. Les facteurs subjectifs sont ceux de l'intériorisation des représentations négatives, dont l'homophobie intériorisée et l'anticipation des événements négatifs à venir. Dans certains contextes, le coming out peut faciliter les choses pour les personnes LGBT subissant du stress minoritaire, leur évitant de dissimuler leur identité ; encore faut-il que ce coming out ne mène pas à de pires discriminations externes.
Le stress minoritaire est difficile à combattre au niveau individuel, l'environnement étant la cause principale du mal-être. Le soutien communautaire, comme la famille choisie, est essentiel, de même que l'exposition à des représentations positives, par exemple au cinéma.
Le stress minoritaire peut toucher la totalité de la communauté LGBT (incluant donc non seulement les questions d'orientation sexuelles mais touchant aussi les transgenres), et le terme a été repris dans divers articles de presse gay, féminine, comme non spécialisée,.

## Conséquences
Les conséquences du stress minoritaire sont proches de celles du trouble de stress post-traumatique et incluent insomnie, isolement, anxiété élevée, dépression, consommation problématique de substances, troubles du comportement alimentaire, dissociation voire négation de la personnalité et conduites suicidaires.
Le stress minoritaire a été identifié comme cause à des problèmes de santé, comme l'hypertension, le diabète et les maladies cardio-vasculaires. Il peut aussi causer d'autres symptômes physiques comme un dysfonctionnement sexuel, une rapide prise ou perte de poids et des maux de tête ou de dos. 
Plus indirectement, la crainte de subir des discriminations médicales peut pousser les personnes touchées par le stress minoritaire à renoncer aux soins. 